# マルギット橋
マルギット橋（ハンガリー語: Margit híd）は、ハンガリーのブダペストにある、ドナウ川にかかる橋。ブダ地区とペシュト地区を結んでいる。この橋はブダペストで2番目に北にあり、また2番目に古い橋である。

## 概要
この橋の両端はヤーサイ・マリ広場（ナジケルートの北端）とゲルマヌス・ギュラ公園（センテンドレ行きのブダペスト郊外電車の停留所）となっている。また、この橋はマルギット島を経ており、マルギット島の両側で橋が165度の角度で曲がっている。全体の長さは637.5m、幅は25mである。

## 歴史

### 建設
この橋はフランスの技師エルネスト・ゴウアンによってデザインされ、バティニョール製造会社によってエミーレ・ヌギエの監督の下、1872年から1876年にかけて建設された。現在、マルギット橋はブダペストでは1つ下流側にあるセーチェーニ鎖橋に次いで古い橋である。この橋はマルギット島の両側で165°の角度をなして曲がっているが、この形になった理由は、途中でマルギット島へ下りる部分の建設が当初から予定されていたものの、資金不足により20年後まで建設されなかったことによる。

### 第二次世界大戦
ブダペストの全ての橋は第二次世界大戦時、ドイツ国防軍の工兵隊が1945年1月のブダ側への退却時に破壊した。ただしマルギット橋は1944年11月4日にすでに偶然の爆発によって橋の東半分が倒壊しており、その際には600人の市民と40人のドイツ兵が死んでいた。再建に際しては、その壊れる前の橋の鋼材が川底から引き揚げられ、材料として用いられた。

### 2009年–2010年

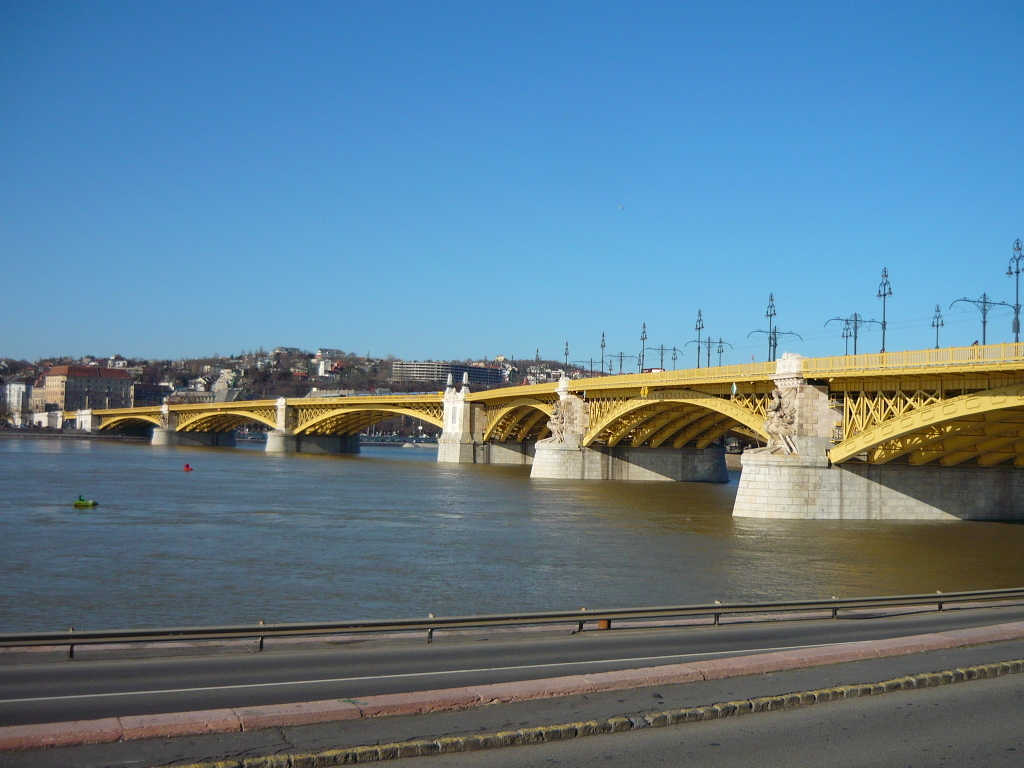
再建後のマルギット橋

マルギット橋はブダペストで最も使い古された橋で、2009年8月21日から精密検査がなされた。2009年内には道路交通を遮断し、トラムのみが橋の上を運行した。
その工事は現在は終了しており、現在では歩行者、道路交通、トラムの全てが橋を再び通行することが出来る。

## 文化
橋が落成されてすぐに、この橋は人々の個人的及び経済的な問題を引き受ける場所となり、つまり自殺者が多く出た。アラニ・ヤーノシュはこれに感化され、彼らに対するバラッドを作った。それはリーフレットで広く知られるようになり、ジチ・ミハーイの挿絵と共に紹介された。

## ギャラリー

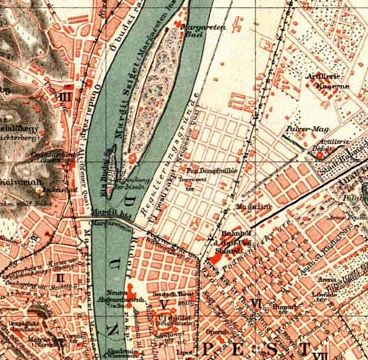
1888年、マルギット島には繋がっていない。
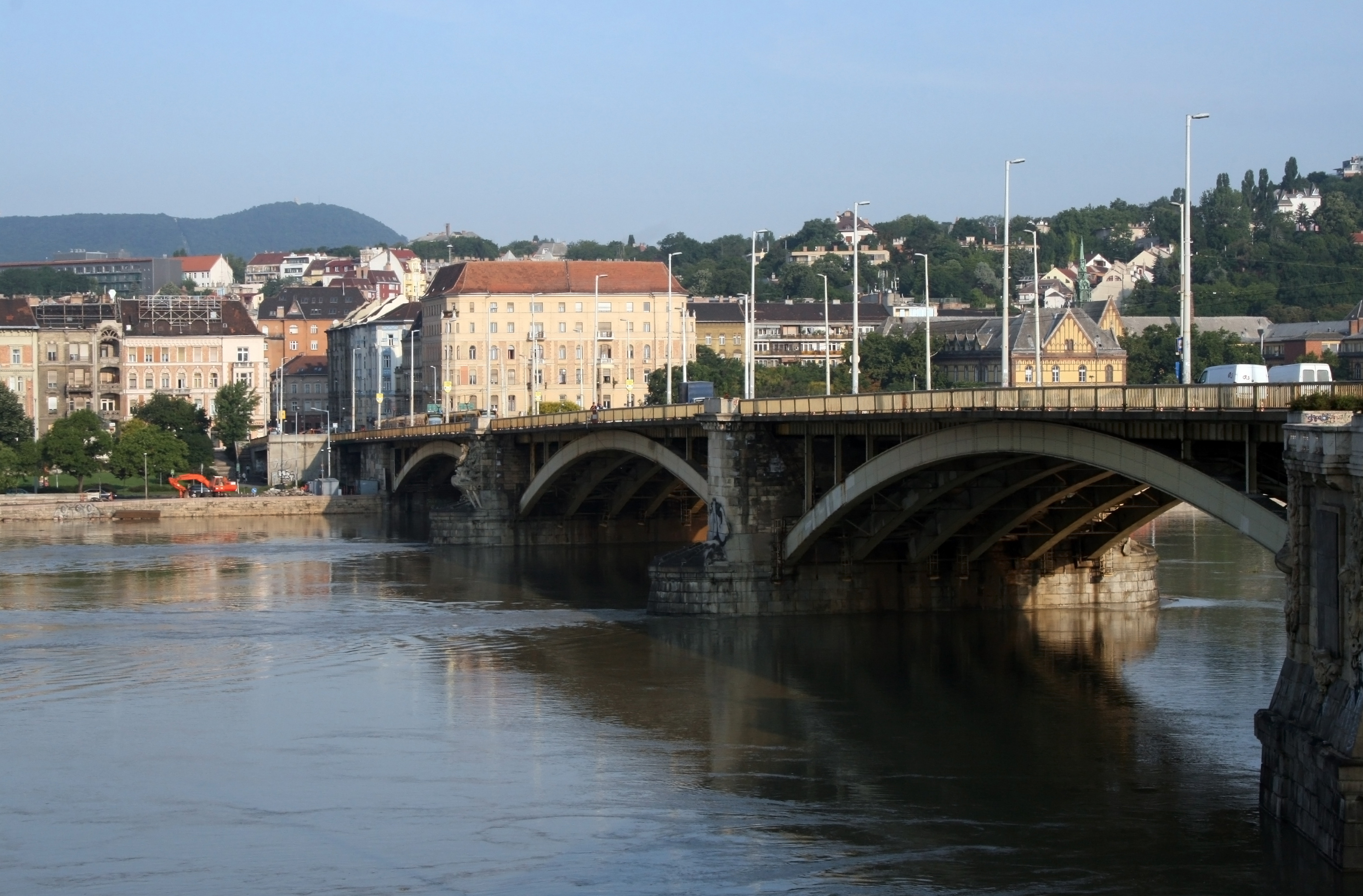
2009年、橋の西端を南側から
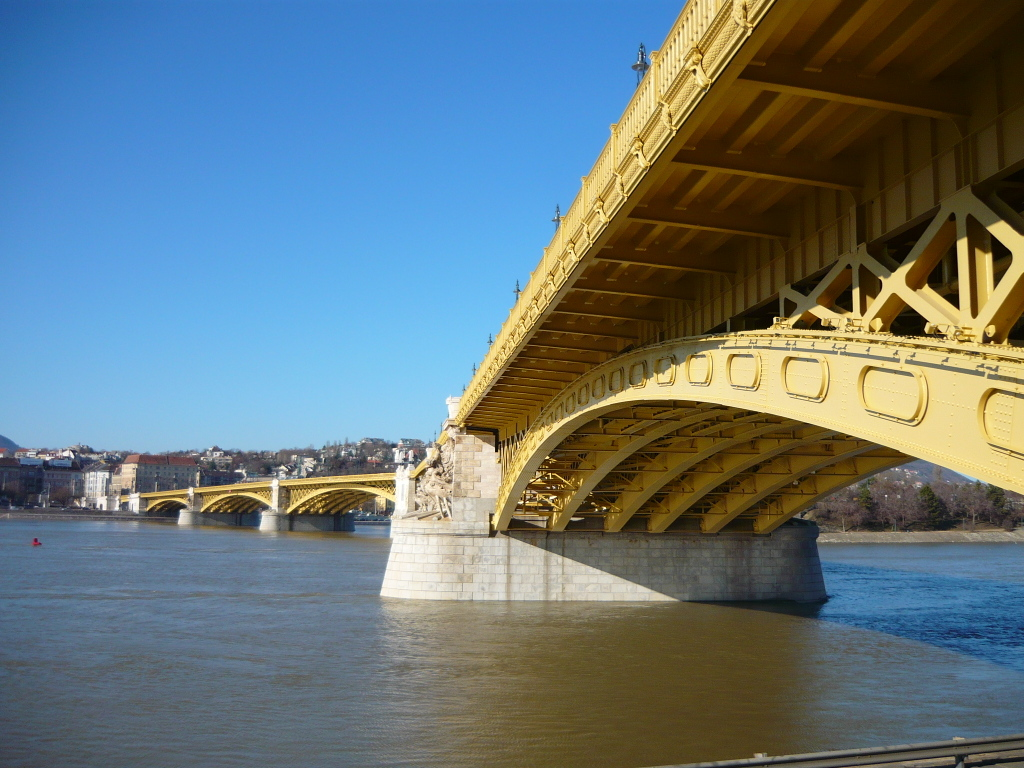
2012年、工事後
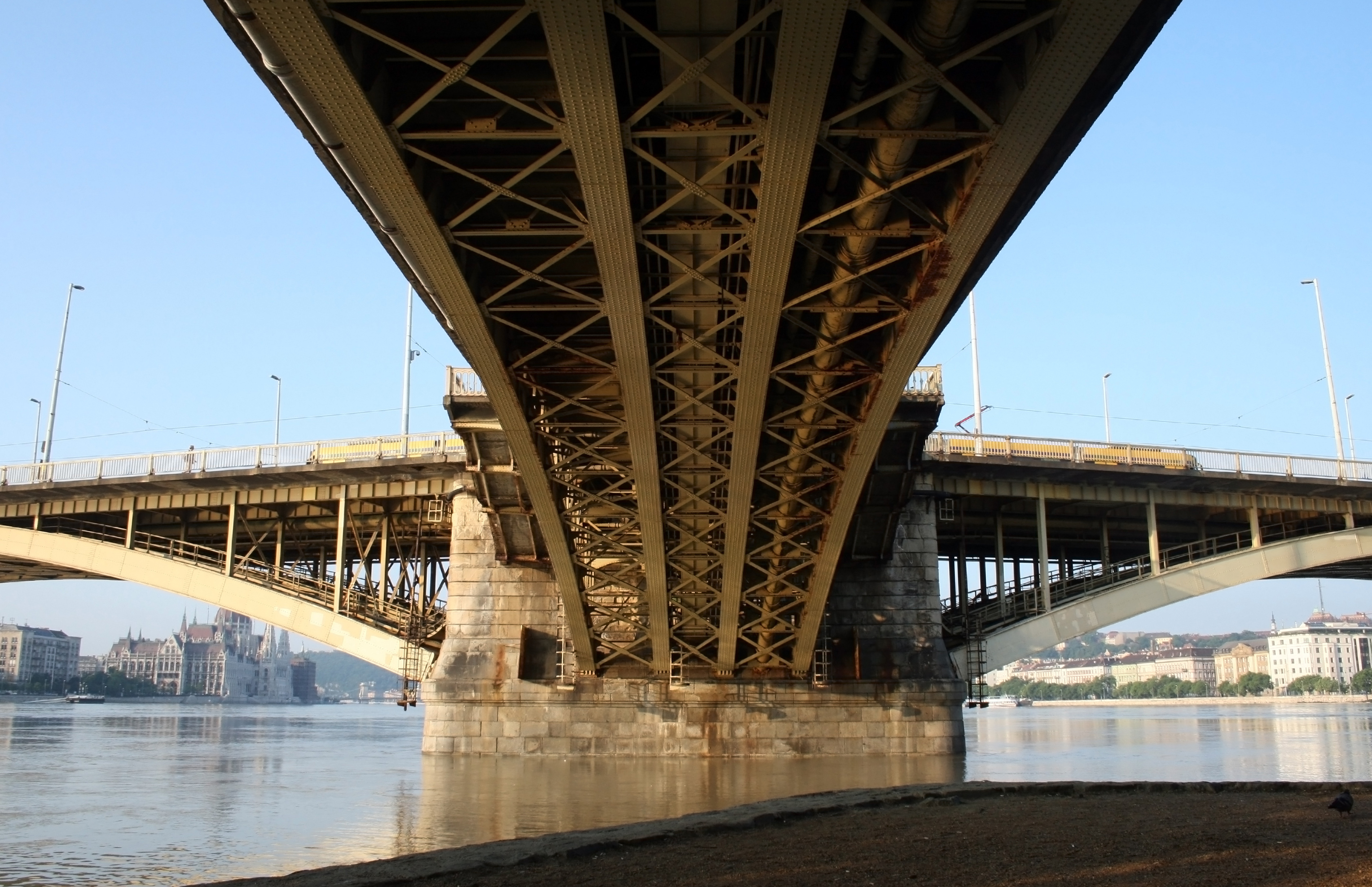
2009年、マルギット島へ連絡している部分
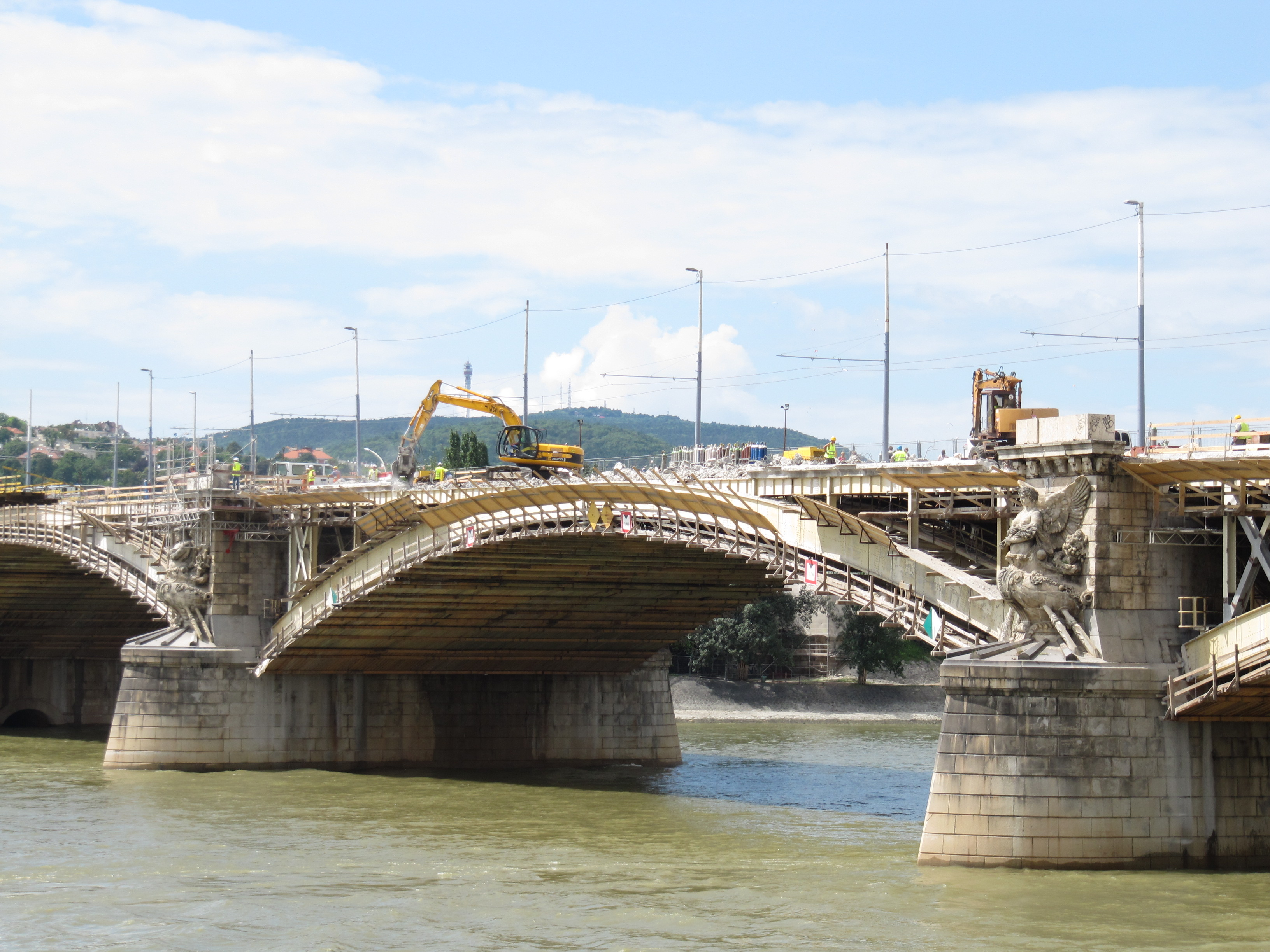
2010年、工事の効果
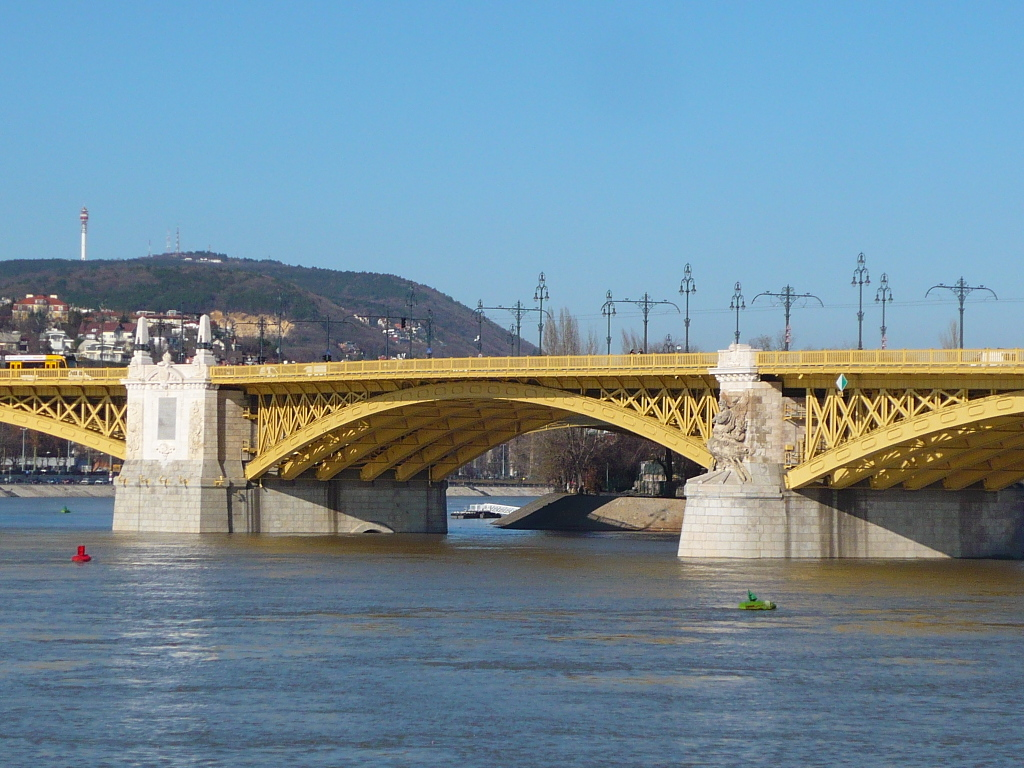
2012年、工事後